# Darlin Soto
Darlin Soto (Temuco, 17 de septiembre de 1990) es una investigadora, ingeniera y académica chilena. Estudió estadística y actualmente se desempeña como académica del departamento de Estadística de la Universidad del Bío-Bío.

## Biografía
Realizó sus estudios secundarios en el Liceo Camilo Henríquez de Temuco. En 2015 se tituló como Ingeniera Civil en Matemáticas de la Universidad de la Frontera. En 2022 obtuvo el grado de doctora en Estadística en la Pontificia Universidad Católica de Chile con calificación máxima.

## Carrera Profesional
En el año 2022 comenzó a trabajar como académica en la Universidad de la Frontera. Actualmente es académica del departamento de Estadística de la Universidad del Bío-Bío.
La doctora ha dedicado su carrera a investigar áreas como las series de tiempo y el modelamiento estadístico.
Fue directora del proyecto Fondecyt titulado Detección y Modelamiento Semiparamétrico de Oscilaciones Cuasiperiódicas de Sistemas Binarios de Rayos X, estudio enfocado en analizar datos astronómicos a través del modelamiento estadístico.

## Divulgación científica
Ha participado como ponente de importantes encuentros sobre Estadística en Chile: 
Descomposing the spectral density function of the ARMA processes. XLVI Jornadas Nacionales de Estadística.
Semi-parametric modulation models for variable stars with correlation structure. Workshop de Estadística: Contribuciones de Posgrado e Iniciación Científica.

## Publicaciones
Soto, Darlin; Motta, Giovanni (2022). «Periodic Variable Stars Modulated by Time-varying Parameters». The Astrophysical Journal 925 (1).